# 골감소증
골감소증(osteopenia)이란 골밀도가 감소하였으나 골다공증만큼 심하게 골밀도가 감소하지 않은 상태를 말한다. 골다공증의 이전 단계로 뼈의 양이 줄어들어 뼈가 얇아지고 약해져 잘 부러지는 질환 이전의 사상태를 의미한다. 그렇게 때문에 증상이 더 심해져 골다공증이 생기지 않도록 주의해야한다.

## 진단
골밀도 측정 기계(DEXA scan)를 이용하여 골절이 일어나기 쉬운 부위인 엉덩이, 척추, 손목의 골밀도를 측정한다. 일반적으로 골밀도는 T-값으로 나타내는데 이는 건강한 30세의 성인의 평균 골밀도와 비교한 값이다. T값이 -1.0이면 정상이고 T-값이 -1.0~-2.5이면 골감소증, T-값이 2.5 이하이면 골다공증으로 진단한다.

## 증상
골감소증의 특별한 증상은 존재하지 않는다. 다만 골절의 위험도가 높아지며 골감소증을 방치할 경우 골다공증 발병 확률이 높아진다.

## 원인
골감소증의 원인은 골다공증과 유사하다.
- 칼슘 흡수 장애
- 비타민 D 결핍
- 폐경
- 약물
- 운동부족
- 가족력
- 과음
- 우울증

## 예방 및 치료방법
- 충분한 칼슘과 비타민 D 섭취
- 규칙적인 운동
- 금연과 금주
- 폐경기 여성과 50세 이후의 남성의 경우에는 골감소증의 위험 높기 때문에 정기적으로 골밀도를 측정하여 조기에 발견할 수 있도록 한다.
- 뼈의 생성이 가장 왕성한 10대 후반에서 20대에 뼈의 양을 최대로 높이는 것이다. 따라서 성장기와 청년기의 운동부족과 다이어트 등은 지양해야한다.

## 같이 보기
- 골다공증